# گوپرو
گوپرو (به انگلیسی: GoPro) نام شرکت آمریکایی است که به توسعه و تولید دوربین‌های شخصی ورزشی (اکشن) کیفیت‌بالا و نرم‌افزارهای ویرایش تصویر و برنامه‌های موبایل می‌پردازد. به‌طور عمده این دوربین‌ها در ضبط ویدئو و عکاسی در مکان‌های غیرمعمول مانند هواپیما، اتومبیل، قایق، دوچرخه، موتور سیکلت، کلاه ایمنی و زیر آب مورد استفاده قرار می‌گیرد.
این شرکت در سال ۲۰۰۲ توسط نیک وودمن تاجر آمریکایی، بنیان‌گذاری شد. وی اکنون مدیر عامل شرکت گوپرو است. طبق آمار وب سایت فوربز شرکت گوپرو به دلیل ارائه این محصول بی‌نظیر و قیمت مناسب قادر به فروش ۲/۳ میلیون دوربین گوپرو تنها در ۶ ماهه اول سال ۲۰۱۲ شده‌است که این میزان ۲۱/۵ درصد از فروش کل دوربینهای دیجیتال دنیا در آن سال می‌باشد.

## مشخصات فنی و مدل‌ها
اولین دوربین ساخت این شرکت در سال ۲۰۰۵ معرفی شد. این دوربین دوربینی آنالوگ و از نسخهٔ ۳۵میلی‌متری بود.
دیجیتال هیرو
اولین دوربین دیجیتال این شرکت به نام "دیجیتال هیرو ۱" در سال ۲۰۰۶ معرفی شد. این دوربین می‌توانست حداکثر ده ثانیه فیلمبرداری کند و دارای ۳۲ مگابایت حافظه داخلی بدون قابلیت افزودن کارت حافظه بود.
دیجیتال ۳
دیجیتال هیرو ۳ در سال ۲۰۰۷ عرضه شد و دارای دوربین ۳ مگاپیکسلی با قابلیت فیلمبرداری در اندازه ۵۱۲×۳۸۴ بود.
دیجیتال ۵
دیجیتال هیرو ۵ در سال ۲۰۰۶ معرفی شد. این دوربین دارای قابلیت عکاسی با وضوح ۵ مگاپیکسل و قابلیت فیلمبرداری در اندازه ۵۱۲×۳۸۴ بود. منبع تغذیه این دوربین دو باتری نیم‌قلمی بود. این دوربین دارای حافظه داخلی ۱۶ مگابایت با قابلیت افزودن کارت حافظه تا حجم دو گیگابایت بود.
اچ دی هیرو
اچ دی هیرو به عنوان اولین دوربین شرکت گوپرو با قابلیت فیلم‌برداری اچ دی در سال ۲۰۱۰ عرضه شد. توانایی عکس برداری این دوربین با وضوح ۵ مگاپیکسل بود و این دوربین امکان نصب بر روی سطوح مختلف مثلا بر روی کلاه ایمنی یا خودرو توسط پایه‌های مخصوص را دارا بود.
هیرو ۲
در سال ۲۰۱۱ مدل هیرو ۲ و با اصلاحات مردم پسند در لیست نرم‌افزار و منوی دوربین با وضوح عکس برداری ۱۱ مگاپیکسل عرضه شد که قابلیت فیلمبرداری ۱۲۰ فریم در ثانیه برای نمایش حرکت آهسته و نمایشگرهای مدت زمان امکان فیلمبرداری و باتری به نمایشگر آن اضافه شد. همچنین کیفیت فیلمبرداری فول اچ دی از ۸۰۰۰ بیت بر ثانیه به ۱۵۰۰۰ بیت بر 3ثانیه ارتقاء یافت که موجب بافت دقیق تر و همچنین افزایش در وضوح تصاویر در نور کم شد. این مدل با سه نوع ابزارهای جانبی برای شرایط مختلف شامل ابزارهای فضای خارجی، موتورسواری و گشت و گذار ارائه شد.

#### هیرو ۳
هیرو ۳ محصول سال ۲۰۱۳ میلادی در سه مدل سیاه، نقره ای و سفید که دارای تفاوت‌های عمده ای در میزان شارژ باتری، نوع سنسورها و کیفیت عکس و فیلمبرداری با هم هستند ارائه شد. با افزودن فیلمبرداری ۲کی و ۴کی به ترتیب رزولوشن ۲۷۰۴×۱۵۲۰ و ۳۸۴۰×۲۱۶۰ پیکسل که نسبت به مدل قبلی فول اچ دی ۱۰۸۰×۱۹۲۰ پیکسل ۳۰ فریم در ثانیه به ۱۲۰ فریم در ثانیه ارتقاء و در صدر جدول رقیبان خود قرار گرفت.
از امکانات مهم دیگر ایجاد ارتباط تصویری از طریق سیستم وای فای بر روی گوشی‌های هوشمند همراه و تبلت و کنترل از راه دور در مدل سیاه می‌توان نام برد و تصویر ارسالی با فاصله ۴۰ متر فضای باز قابل مشاهده می‌باشد. این سری دوربین‌ها از نظر بدنه نسبت به مدل‌های قبلی کوچک‌تر و سبک‌تر شده و بر روی لنز کیت ضدآب پوشش دیگری تعبیه گردید تا در زیر آب از وضوح بهتری برخوردار گردد. در همین سال مدل دیگری به نام هیرو ۳+ نیز عرضه شد که این مدل در برخی موارد و ویژگی‌ها بهینه‌سازی شده بود.

#### هیرو
در سپتامبر ۲۰۱۴ مدلی به نام «هیرو» با قیمت ۱۳۰ دلار به همراه مدل‌های سیاه و نقره ای هیرو ۴ عرضه شد.

#### هیرو ۴
در اواخر سال ۲۰۱۴ هیرو ۴ نقره ای و سیاه با ترکیب‌هایی تقریباً مشابه هیرو ۳ با تفاوت فیلمبرداری سریع در حالت ۲٫۷کی با ۱۲۰ فریم بر ثانیه به بازار عرضه گردید. قابلیت اتصال بلوتوث به این مدل‌ها افزوده شده و سرعت پردازش دو برابر شده‌است. در همین سال مدل دیگری به نام "هیرو سشن" (Session) معرفی شد که از نظر اندازه پنجاه درصد کوچک‌تر شده و از برخی جهات دارای تفاوت‌هایی با مدل‌های نقره ای و سیاه هیرو ۴ می‌باشد که در جدول زیر ذکر شده‌اند. این مدل همچنین از کوچک‌ترین دوربین ها در میان تمامی دوربین‌های شرکت گوپرو می‌باشد.
| مدل                | هیرو Session                       | هیرو ۴ نقره ای                          | هیرو ۴ سیاه                              |
| ------------------ | ---------------------------------- | --------------------------------------- | ---------------------------------------- |
| اندازه حس گر       | ۱/۳٫۲"                             | ۱/۲٫۳"                                  | ۱/۲٫۳"                                   |
| دیافراگم           | f/2.8                              | f/2.8                                   | f/2.8                                    |
| اندازه             | 38 x 38 x 38 mm                    | 59 x 41 x 30 mm                         | 59 x 41 x 30 mm                          |
| وزن                | 74 g                               | 83 g (147 g with case)                  | 88 g (152 g with case)                   |
| کیفیت فیلمبرداری   | 1440p30, 1080p60, 720p100, 480p120 | 4k15, 2.7k30, 1080p60, 720p120, 480p240 | 4k30, 2.7k60, 1440p80, 1080p120, 720p240 |
| فرمت ویدیو         | MP4 (H.264)                        | MP4 (H.264)                             | MP4 (H.264)                              |
| ضد لرزش            | no                                 | no                                      | no                                       |
| ضبط ممتد           | yes                                | yes                                     | yes                                      |
| رزولوشن عکس        | 8 MP                               | 12 MP                                   | 12 MP                                    |
| تعداد فریم         | 10 fps                             | 10 fps                                  | 30 fps                                   |
| اتصال              | WiFi, Bluetooth                    | WiFi, Bluetooth                         | WiFi, Bluetooth                          |
| باطری              | built-in 1000 mAh, Li-Ion          | replaceable 1160 mAh, Li-Ion            | replaceable 1160 mAh, Li-Ion             |
| کابل‌های رابط       | Mini USB                           | Mini USB, Micro HDMI                    | Mini USB, Micro HDMI                     |
| عمق ضدآب (متر)     | 10 m                               | 40 m (with case)                        | 40 m (with case)                         |
| صفحه لمسی          | no                                 | ۱٫۵ اینچ (38 mm) 320x240                | optional extra                           |
| قیمت اولیه به دلار | $۳۹۹ (کاهش قیمت به $۲۹۹, سپس $۱۹۹) | $۳۹۹                                    | $۴۹۹                                     |

#### هیرو ۵

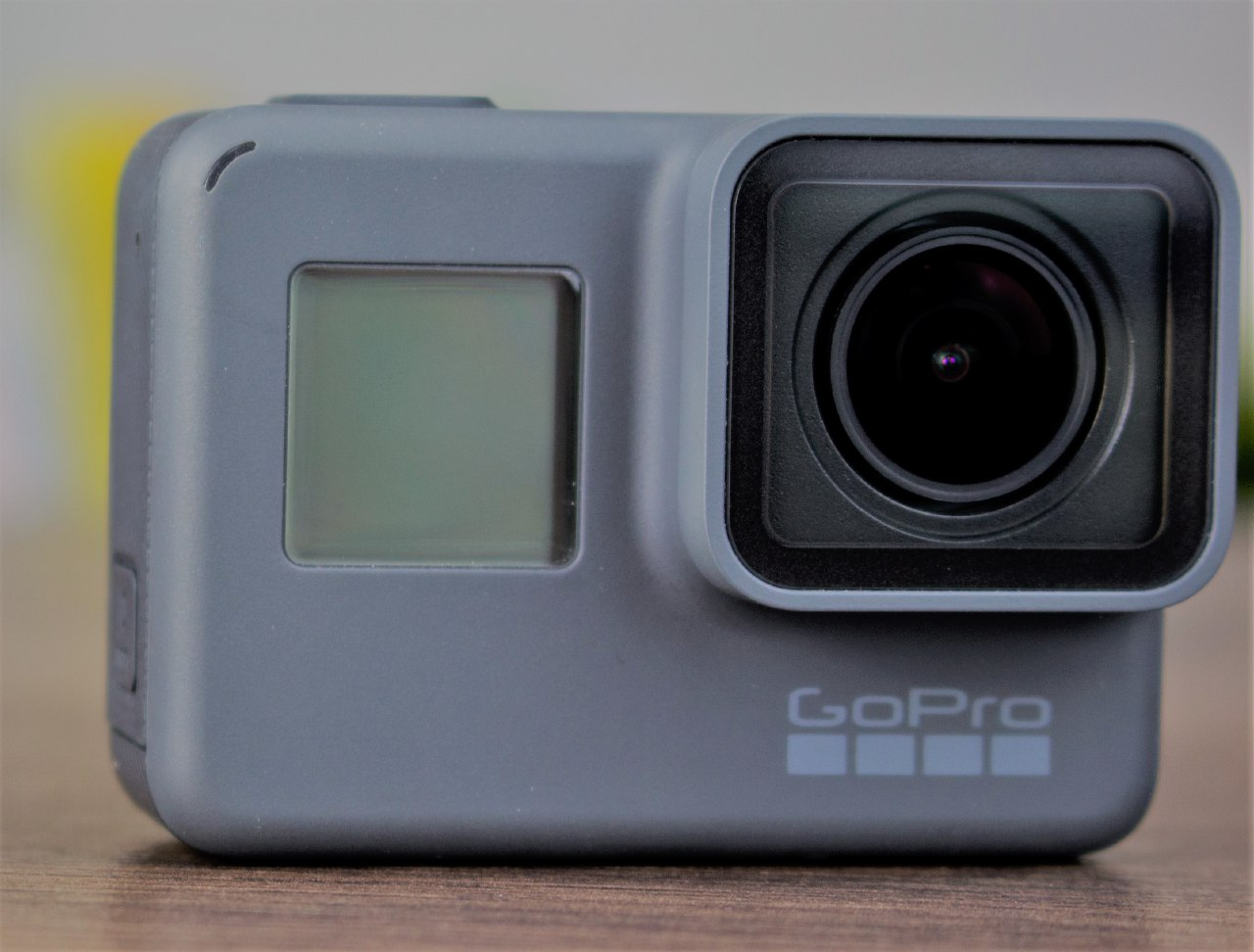
گوپرو هیرو 5 سیاه

در سپتامبر 2016 هیرو 5 سیاه و هیرو 5 سشن (Session) معرفی شدند. این دوربین ها تا ده متر عمق ضد آب بوده و دارای قابلیت ضبط فیلم 4کی و انجام فرامین صوتی هستند.
مشخصات:
| مدل                    | هیرو 5 سشن                             | هیرو 5 سیاه                     |
| ---------------------- | -------------------------------------- | ------------------------------- |
| اندازه حس گر           | 1/2.3"                                 | 1/2.3"                          |
| Aperture               | f/2.8                                  | f/2.8                           |
| Dimensions             | 38 x 38 x 36 mm                        | 62 x 45 x 33 mm                 |
| Weight                 | 73 g                                   | 118 g                           |
| Video Modes            | 4K30, 2.7K30, 1920x1440 @ 60p, 1080p90 | 4K30, 2.7K60, 1080p120, 720p240 |
| Video Formats          | MP4 (H.264)                            | MP4 (H.264)                     |
| Stabilization          | yes                                    | yes                             |
| Loop Recording         | yes                                    | yes                             |
| Still Image Resolution | 10 MP                                  | 12 MP                           |
| Photo burst            | 30 FPS                                 | 30 FPS                          |
| Connectivity           | WiFi, Bluetooth                        | WiFi, Bluetooth, GPS            |
| Battery                | built-in 1000 mAh, Li-Ion              | replaceable 1220 mAh, Li-Ion    |
| Wired Connectors       | USB-C                                  | USB-C, micro HDMI               |
| Water Resistance       | 10 m                                   | 10 m                            |
| Touchscreen            | no                                     | yes                             |
| Launch Price (USD)     | $299                                   | $399                            |

#### هیرو ۶
هیرو 6 سیاه در سپتامبر 2017 معرفی شد. این دوربین تا عمق 10 متر ضدآب هست و در حالت 4کی HEVC ضبط ویدئو تا 60 فریم بر ثانیه و در 1080P تا 240 فریم بر ثانیه و دارای وای فای و فرامین صوتی می باشد. این مدل دوربین اولین دوربین شرکت گوپرو دارای ویژگی سیستم روی یک تراشه (SoC) است.
| مدل                    | هیرو 6 سیاه                       |
| ---------------------- | --------------------------------- |
| Sensor Size            | 1/2.3"                            |
| دیافراگم               | f/2.8                             |
| اندازه                 | 65 x 45 x 35 mm                   |
| وزن                    | 117 g                             |
| Video Modes            | 4K60, 2.7K120, 1080p240           |
| فرمت ویدیو             | MP4 (H.264 / H.265)               |
| Stabilization          | yes                               |
| Loop Recording         | yes                               |
| Still Image Resolution | 12 MP                             |
| Photo burst            | 30 FPS                            |
| Connectivity           | 5GHz/2.4GHz Wi-Fi, Bluetooth, GPS |
| Battery                | replaceable 1220 mAh, Li-Ion      |
| Wired Connectors       | USB-C, micro HDMI                 |
| Water Resistance       | 10 m                              |
| Touchscreen            | yes                               |
| Launch Price (USD)     | $399                              |

#### فیوژن
این محصول دستگاهی دارای دو دوربین با قابلیت ضبط ویدئوهای پانورامای 360درجه است و در سال 2017 همراه با هیرو 6 معرفی و عرضه شد.
| مدل                    | فیوژن                        |
| ---------------------- | ---------------------------- |
| Sensor Size            | 1/2.3"                       |
| Aperture               | f/2.8                        |
| Dimensions             | 74 x 75 x 40 mm              |
| Weight                 | 220 g                        |
| Video Modes            | 5.8K24, 5.2K30, 3K60         |
| Video Formats          | MP4 (H.264)                  |
| Stabilization          | Spherical                    |
| Loop Recording         | no                           |
| Still Image Resolution | 18 MP                        |
| Photo burst            | 30 FPS                       |
| Connectivity           | WiFi, Bluetooth, GPS         |
| Battery                | replaceable 2620 mAh, Li-Ion |
| Water Resistance       | yes                          |
| Touchscreen            | no                           |
| Launch Price (USD)     | $599                         |

#### هیرو (2018)
این مدل در مارس 2018 معرفی شد. این دوربین شباهت های زیادی با سایر مدل ها دارد و هدف از تولید آن ارائه ی یک دوربین میان رده و نسبتا ارزان قیمت در کنار هیرو 6 سیاه که قیمت بالایی دارد بوده است.
مشخصات :
| مدل                    | هیرو (2018)                       |
| ---------------------- | --------------------------------- |
| Sensor Size            | 1/2.3"                            |
| Aperture               | f/2.8                             |
| Dimensions             | 65 x 45 x 35 mm                   |
| Weight                 | 117g                              |
| Video Modes            | 1920x1440 4:3 @ 60p, 1080p60 16:9 |
| Video Formats          | MP4 (H.264)                       |
| Stabilization          | Yes                               |
| Loop Recording         | No                                |
| Still Image Resolution | 10 MP                             |
| Photo burst            | 10 FPS                            |
| Connectivity           | 2.4GHz Wi-Fi, Bluetooth, no GPS   |
| Battery                | Removable 1220 mAh, Li-Ion        |
| Wired Connectors       | USB-C, micro HDMI                 |
| Water Resistance       | 33ft (10m)                        |
| Touchscreen            | Yes                               |
| Launch Price (USD)     | $199                              |

#### هیرو ۷
هیرو 7 سفید، نقره ای و سیاه در سال 2018 به عنوان هفتمین نسل از دوربین های ورزشی گوپرو معرفی و عرضه شدند. رقیب هیرو 7 سیاه، دوربین Osmo action از کمپانی دی‌جی‌آی بود و ویژگی جدید و مشابه پایدار کنندگی تصویر در این دو دوربین بارها با هم مقایسه شدند. در سال 2019 نیز نسخه ای جدید و محدود از هیرو 7 به نام سفید مات معرفی شد که فقط در رنگ با نسخه ی سیاه تفاوت داشت.
مشخصات :
| مدل                    | هیرو 7 سفید           | هیرو 7 نقره ای         | هیرو 7 سیاه                       |
| ---------------------- | --------------------- | ---------------------- | --------------------------------- |
| Sensor Size            | 1/2.3"                | 1/2.3"                 | 1/2.3"                            |
| Aperture               | f/2.8                 | f/2.8                  | f/2.8                             |
| Dimensions             | 62.3 x 44.9 x 28.3 mm | 62.3 x 44.9 x 28.3 mm  | 62.3 x 44.9 x 33 mm               |
| Weight                 | 92.4 g                | 94.4 g                 | 116 g                             |
| Video Modes            | 1440p60, 1080p60      | 4K30, 1440p60, 1080p60 | 4K60, 2.7K120, 1440p120, 1080p240 |
| Video Formats          | MP4 (H.264)           | MP4 (H.264)            | MP4 (H.264 / H.265)               |
| Stabilization          | Standard              | Standard               | HyperSmooth                       |
| Loop Recording         | No                    | No                     | Yes                               |
| Live Streaming         | No                    | No                     | Yes                               |
| TimeWarp Video         | No                    | No                     | Yes                               |
| Still Image Resolution | 10 MP                 | 10 MP                  | 12 MP                             |
| Photo burst            | 15 FPS                | 15 FPS                 | 30 FPS                            |
| Connectivity           | WiFi, Bluetooth       | WiFi, Bluetooth, GPS   | WiFi, Bluetooth, GPS              |
| Battery                | Built-in              | Built-in               | Removable 1220 mAh, Li-Ion        |
| Water Resistance       | 33ft (10m)            | 33ft (10m)             | 33ft (10m)                        |
| Touchscreen            | Yes                   | Yes                    | Yes                               |
| Launch Price (USD)     | $199                  | $299                   | $399                              |

#### هیرو 8
در اکتبر 2019 هیرو 8 سیاه به عنوان جایگزین هیرو 7 سیاه همراه با دوربین "گوپرو مکس" که قادر به تصویربرداری 360 درجه است معرفی شد. هیرو 8 سیاه به جز برخی بهینه سازی ها در مجموع تفاوت زیادی با هیرو 7 سیاه ندارد. یکی از ویژگی های این دوربین وضعیت مدیا بوده که با استفاده از یک کابل یواس‌بی تایپ C می توان دستگاه های دیگری همچون میکروفون و نمایشگر های ال سی دی یا ال ای دی خارجی را به این دوربین متصل کرد.
مشخصات:
| مدل                    | هیرو 8 سیاه                       |
| ---------------------- | --------------------------------- |
| Sensor Size            | 1/2.3"                            |
| Aperture               | f/2.8                             |
| Dimensions             | 66.3 x 48.6 x 28.4 mm             |
| Weight                 | 126 g                             |
| Video Modes            | 4K60, 2.7K120, 1440p120, 1080p240 |
| Video Formats          | MP4 (H.264 / H.265)               |
| Stabilization          | HyperSmooth 2.0                   |
| Loop Recording         | Yes                               |
| Live Streaming         | Yes                               |
| TimeWarp Video         | Yes                               |
| Still Image Resolution | 12 MP                             |
| Photo burst            | 30 FPS                            |
| Connectivity           | WiFi, Bluetooth, GPS              |
| Battery                | Removable 1220 mAh, Li-Ion        |
| Water Resistance       | 33ft (10m)                        |
| Touchscreen            | Yes                               |
| Launch Price (USD)     | $399                              |

### کوادکوپتر کارما

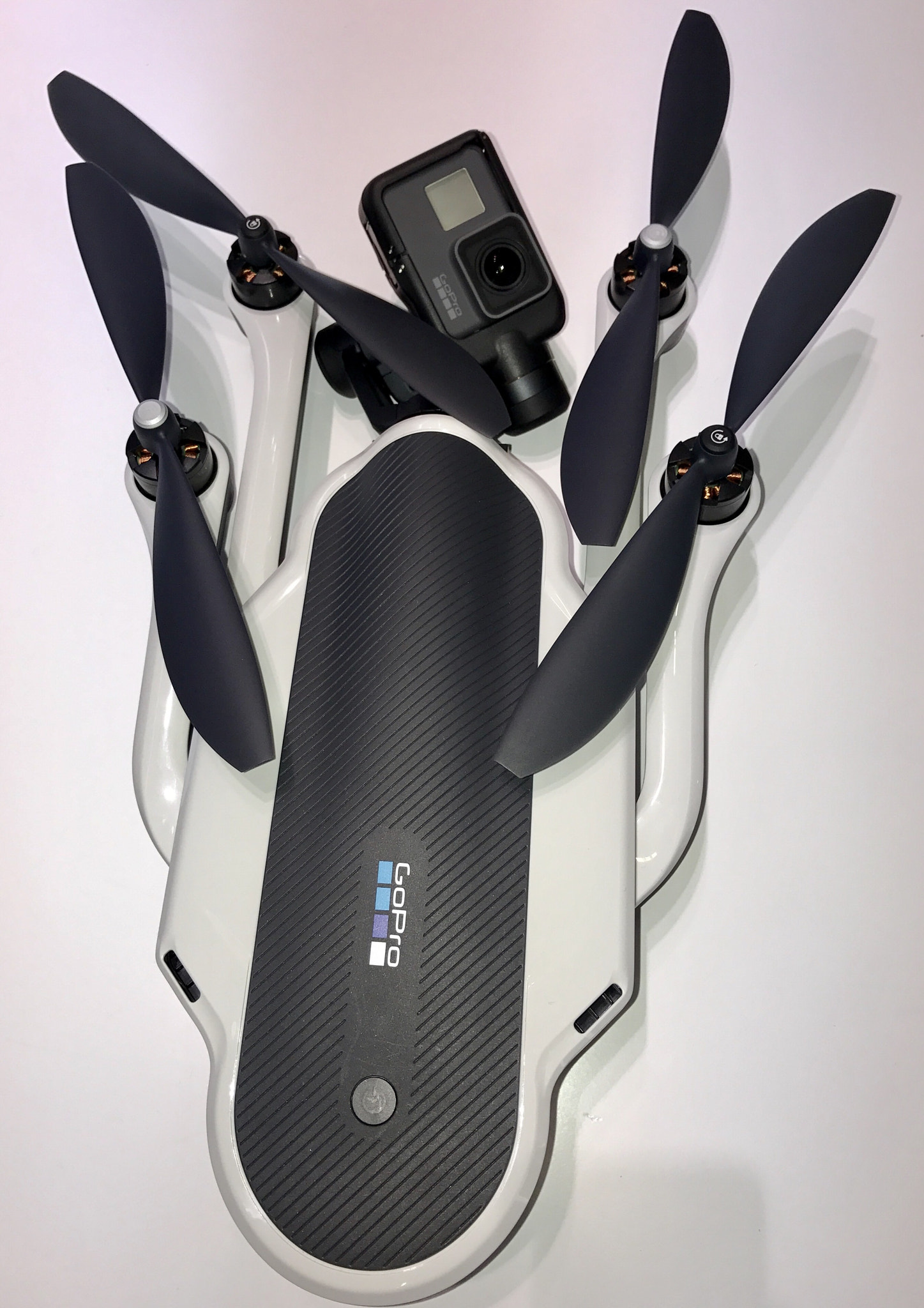
کوادکوپتر کارما

در سال 2016 کوادکوپتر یا هلی شات کارما معرفی و عرضه شد. این دستگاه با دوربین های مدل هیرو 7 سیاه، هیرو 6 سیاه، هیرو 5 سیاه و هیرو 4 سیاه و نقره ای سازگاری داشته اما پس از چندین گزارش از مشکلات جدی این دستگاه در سیستم الکتریکی، شرکت گوپرو دستگاه های فروخته شده را از خریداران پس گرفته و از بازار جمع آوری نمود و در نهایت تولید این دستگاه برای همیشه متوقف شد.

## نگارخانه
|  |  |